# Sebastian Groth (Diplomat)
Sebastian Groth (* 27. März 1973 in Aachen) ist ein deutscher Diplomat. Seit August 2022 ist er Botschafter der Bundesrepublik Deutschland in Kenia und leitet als solcher die Botschaft Nairobi.

## Leben
Groth wurde am 27. März 1973 in Aachen geboren. Von 1992 bis 1994 absolvierte er eine Ausbildung zum Industriekaufmann. Er schloss ein Studium der Volkswirtschaftslehre an der Universitär Köln und in Montpellier, Frankreich an, das er im Jahr 2000 beendete.
Nach erfolgreicher Teilnahme am Auswahlverfahren des Auswärtigen Amts begann er im Jahr 2000 den Vorbereitungsdienst für den höheren Auswärtigen Dienst in Bonn. 2002 legte er die Laufbahnprüfung ab und wurde an die Botschaft Nairobi in Kenia versetzt, wo er als Referent für die Aufgabengebiete Presse und Kultur zuständig war. Im Jahr 2004 begann ein erster Einsatz als Referent im Planungsstab des Auswärtigen Amts in Berlin.
Nach sechs Jahren wurde er 2010 als Austauschbeamter in den Stab des französischen Premierministers nach Paris entsandt. Er kehrte 2014 nach Berlin in die Zentrale des Auswärtigen Amts zurück und wurde Leiter des Büros der Staatssekretäre. Im Jahr 2016 wurde er wieder in den Planungsstab versetzt; er wurde dessen stellvertretender Leiter. Im Jahr 2019 wurde ihm die Leitung des Planungsstabs übertragen.
Seit August 2022 leitet Groth die Botschaft Nairobi und ist gleichzeitig als Botschafter in Somalia, den Seychellen sowie bei UNEP und UN-HABITAT akkreditiert.